# パリウム

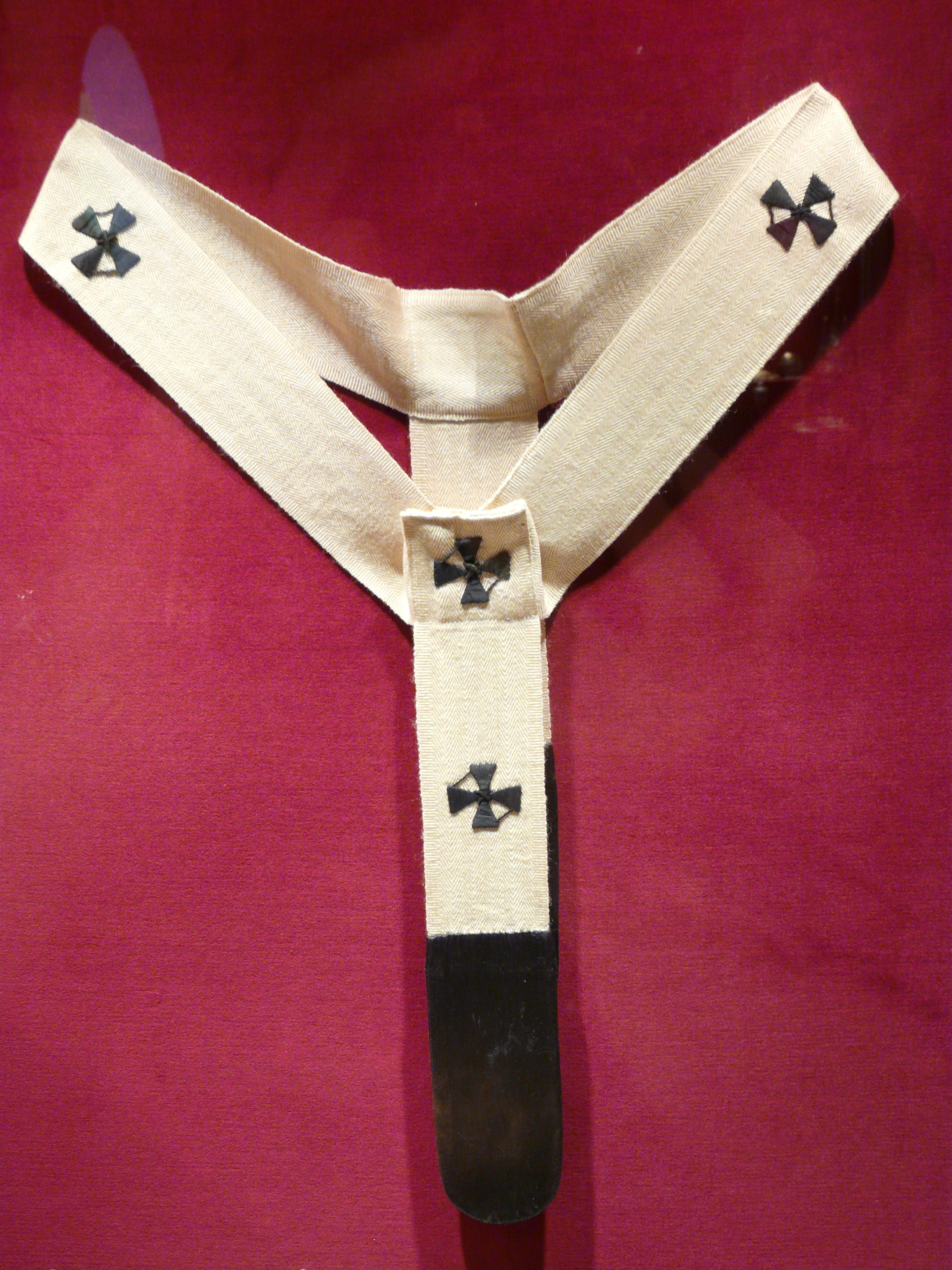
第264代教皇ヨハネ・パウロ2世のパリウム

パリウム（ラテン語: pallium、マントル、クロークの意）とは、カトリック教会で、教皇自身が身に着けている、および管区大司教に教皇から親授される、肩被い形状の祭服の一種。司牧の権威と使命の象徴である。

## 概要
帯状の白い羊毛地を使用し、首を通して両肩に掛ける輪状の部分の前後に先端が黒い2本の垂れ飾りが付いた形状をしている。黒（受難節に際して赤）い絹で、輪状部分の前後と左肩と右肩と合わせて4つ、それぞれのたれ飾りの部分に1つずつ、聖痕を表す合計6つの十字架の文様が縫い取りされている。適切な着用状態に収まるよう、垂れ飾りの先端部分には小さな鉛の重しが黒い絹で内包されている。着用の際はキリストの磔刑の際に使われた3本の釘を象徴する3本のピン（aciculaeまたはspinula）が、輪状部分の前後と左肩の十字架上に付けられる。十字架の部分には宝石が飾られることがある。
この羊毛で作られた祭服は、迷子の羊を肩に担ぐ「善き羊飼い」の姿を象徴するもので、イエス・キリストがペテロに授けた三つの使命、つまり「わたしの子羊を飼いなさい」、「わたしの羊の世話をしなさい」そして「わたしの羊を飼いなさい」を想起させるものでもある。
大司教用のパリウムには子羊の羊毛が使われるが、教皇用にはこのイエス・キリストの「わたしの子羊を飼いなさい」と「わたしの羊を飼いなさい」の言葉を反映して子羊と羊の羊毛が使われる。
第265代教皇ベネディクト16世は、1千年紀で用いられていた幅が広く長い垂れ飾りを左肩から垂らす古い形式のパリウムを新調し復活させた。十字架の縫い取り文様も赤を好んだ。その後、輪状のものの前後にたれ飾りが付いた現代式の2着目のパリウムを新調したが帯の幅は約2インチ (5.1 cm)とされていた現代の慣例より太く、垂れ飾りも長めで十字架も赤いものだった。後任の第266代教皇フランシスコは、当初新調せずベネディクト16世の2着目のパリウムをそのまま受け継いだ。着座から数年後、第264代教皇ヨハネ・パウロ2世が用いていた短めの垂れ飾りと同様の形状で、かつ慣習に従った幅で黒い十字架が縫い取られたパリウムを新調した。第267代教皇レオ14世は、短い垂れ飾りと黒い十字架のパリウムが着座式で託された。
毎年6月29日のペトロとパウロの大祝日のミサの中で、直近1年に任命された管区大司教に親授される。2014年までは教皇が祝別を行った上で直接大司教らの肩にかける儀式が行われていたが、2015年以降は祝別をしてミサ後に手渡されるのみに簡素化され、着用の儀式は後日に各教区で行うように改められた。

## ギャラリー

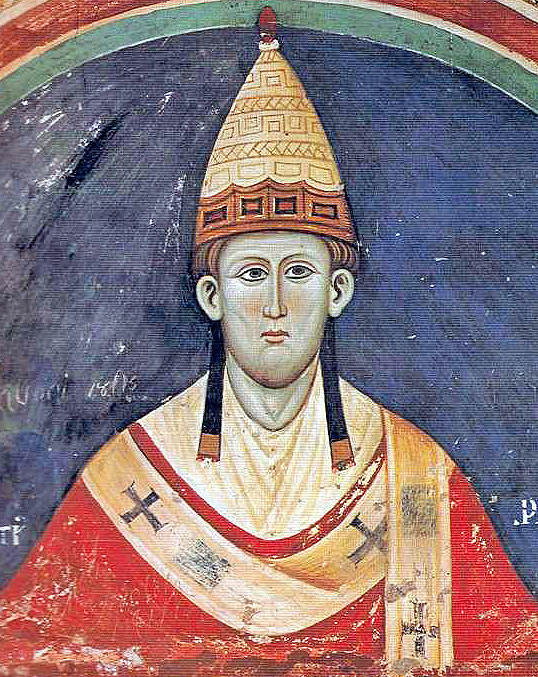
古い様式のパリウムを身に着けた[注 2]インノケンティウス3世 (ローマ教皇) が描かれたフレスコ画。
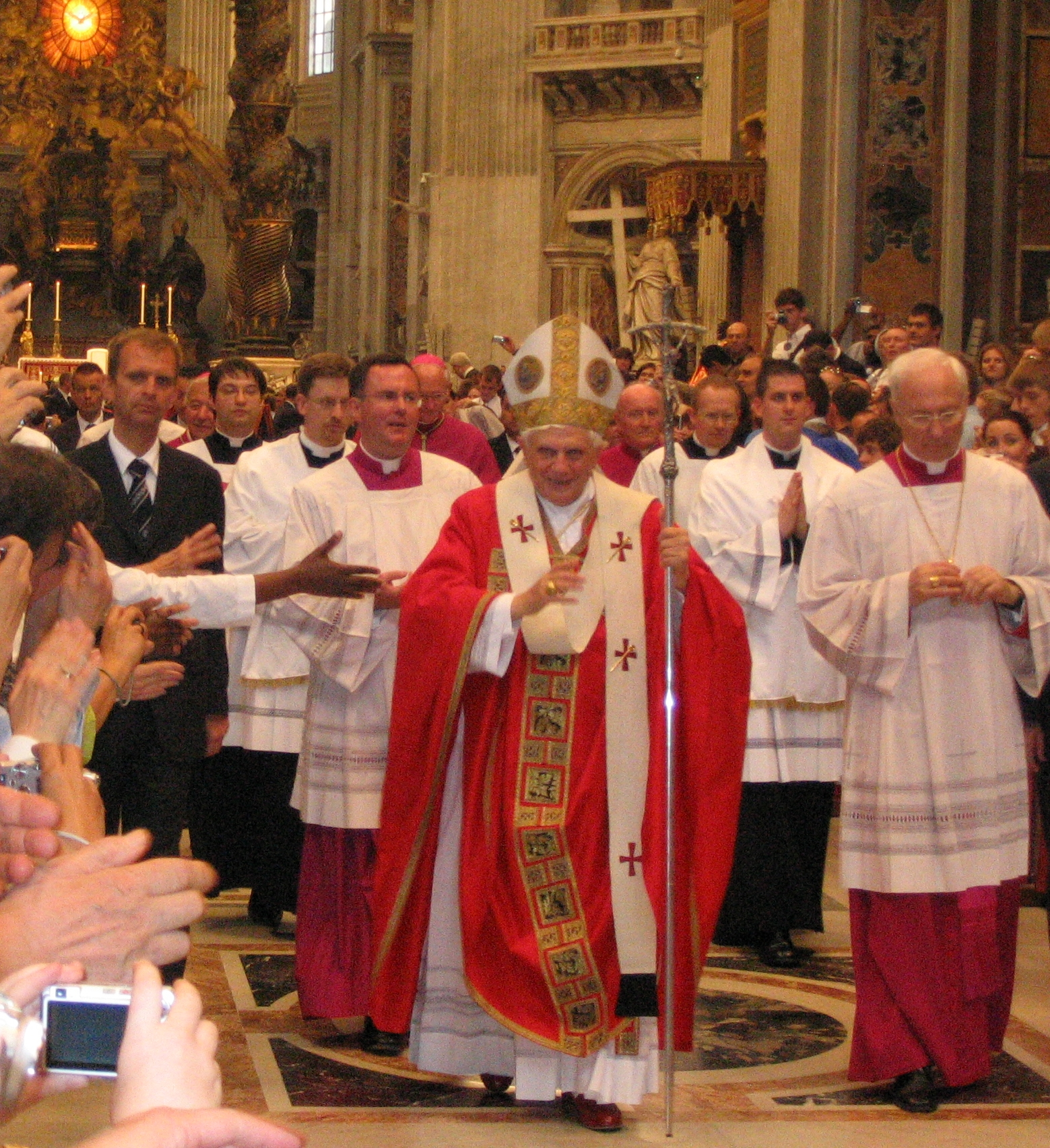
教皇ベネディクト16世は長い垂れ飾りを左肩から垂らす古い様式のパリウムを好んだ。十字架の縫い取りも黒でなく赤を好んだ。
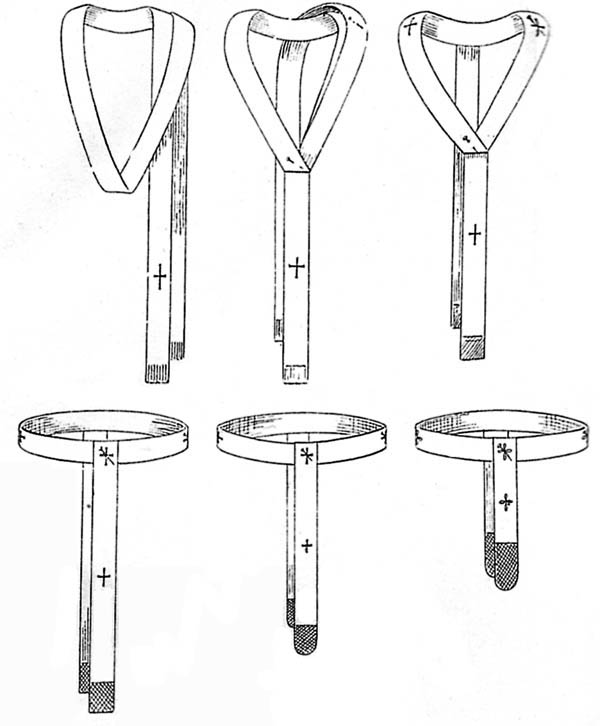
パリウムの変遷
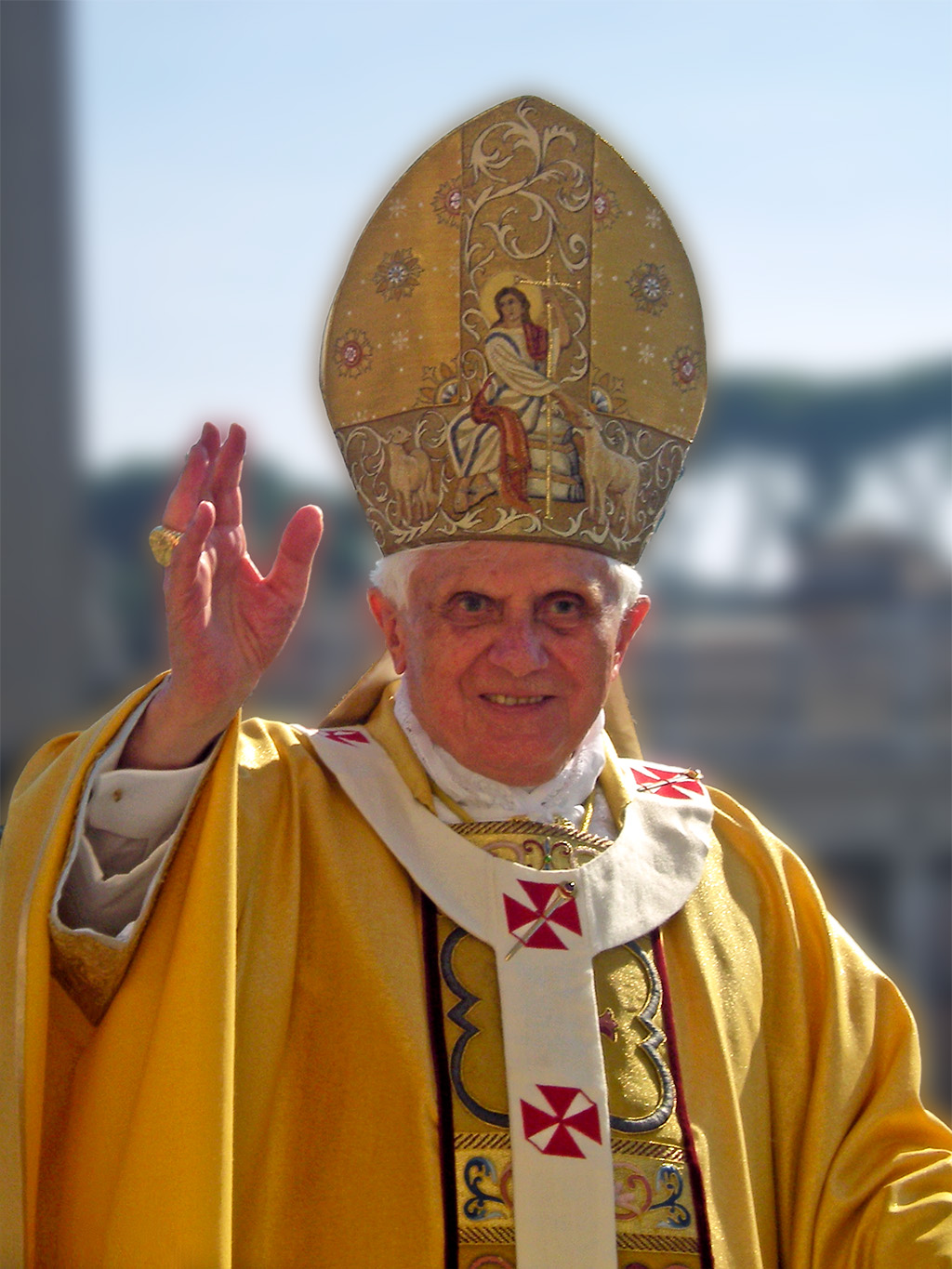
十字架の縫い取り上に付けられたピン（ベネディクト16世の2着目のパリウム）